# Stazione di San Giuliano Piemonte
La stazione di San Giuliano Piemonte è una fermata ferroviaria posta lungo la linea Alessandria-Piacenza, al servizio delle frazioni San Giuliano Vecchio e San Giuliano Nuovo site nel comune di Alessandria. 
La stazione non è presenziata ed è stata trasformata in fermata nel 1998.
In precedenza disponeva di sala d'attesa, giardinetti esterni, servizi igienici, attraversamento a raso dei binari, scalo merci (sino agli anni 70 movimentava un paio di carri merci alla settimana di granaglie e attrezzi agricoli) e di biglietteria (sino a fine anni 80).
Oggi invece è priva di servizi ai passeggeri, dispone di un sottopassaggio tra i binari 1 e 2 ed ha un sistema informatizzato di annunci sonori.
Fermano soltanto i treni regionali della linea SFR Piemonte Alessandria-Voghera.